# Скалы-корабли
Скалы-Корабли или Елькен-Кая (Парус скала), ранее Каравия, Петро-Каравия — скалы в Ленинском районе Крыма, в 3.8 км от озера Кояшское и 4 км от мыса Опук. Входят в состав аквального комплекса. Статус памятника природы присвоен Решением исполнительного комитета Крымского областного Совета народных депутатов от 22.02.1972 № 97.
Является государственным памятником природы регионального значения, согласно Распоряжению Совета министров Республики Крым от 05.02.2015 № 69-р «Об утверждении Перечня особо охраняемых природных территорий регионального значения Республики Крым».

## Описание
Комплекс насчитывает 5 скал — мэотических известняковых рифов (Элькен-Кая, Каравия, Петра-Каравия, Эльчен-Кая и одна затапливаемая, безымянная), высотой 10—20 м. 
Плавание рядом со скалами небезопасно вследствие множества рифовых выступов, купание на скалах по той же причине сильно затруднено. Лучше всего скальный комплекс виден с побережья и мыса Опук.
Были исследованы в ходе экспедиции академика С. А. Зернова российским геологом и петрографом Н. И. Андрусовым, который отверг их вулканическое происхождение и отнёс к останцам горы Опук из мэотических известняков.
О скалах и их происхождении существует несколько крымских легенд.
Согласно одной из них, Камни-Корабли (Петра Каравина) греков - не что иное, как окаменевшие суда старого керченского грека-рыбака Иорги Псараса и его сына... Этот последний, не ведая, воспылал страстью к некоей стареющей красавице, оказавшейся его матерью - отвергнутой женой старика Псараса. Когда старик узнал, что его сын вместе со своей любовницей-матерью пытается скрыться из Керчи на его корабле, он бросился преследовать их и в страшную бурю настиг сына против горы Опук, прокляв его страшным проклятием, отчего оба корабля с их экипажами мгновенно окаменели.
Возле скал обитает множество крабов и мидий.
На скальной группе установлен памятный обелиск в честь двух пропавших без вести советских офицеров, установивших на скалах маяк для корректирования артиллерийского огня.